# Ugo Prinsen
Hugo Vanderveken (Antwerpen, 1 juni 1938 – Bonheiden, 11 februari 2004), beter bekend onder zijn artiestennaam Ugo Prinsen, was een Belgisch acteur. Hij veranderde zijn naam omdat hij vaak verward werd met Bob Van Der Veken. Hij is de vader van Thomas Vanderveken en Samuel Vanderveken.
Hij was erg geëngageerd en toerde rond in Vlaanderen met enkele monologen over het leven als mentaal gehandicapte en over het leven met aids.
Daarnaast was hij ook te horen in het Radio 2-programma 't Koekoeksnest. Bij het grote publiek was hij vooral bekend als de koster uit De Paradijsvogels. Hij stierf aan longvlieskanker.

## Filmografie
- Gemeinsame Normdatei: 1057809314
- International Standard Name Identifier: 0000 0001 2970 6195
- MusicBrainz: 70219767-c48e-4edc-a2b8-a3a4c8adf3b6
- Virtual International Authority File: 310599515
- WorldCat: E39PBJppyMBTwWq7FKm63qt9Xd